# Geordan Murphy
Geordan Edward Andrew Murphy (Dublino, 19 aprile 1978) è un ex rugbista a 15 e allenatore di rugby a 15 irlandese, dal 1997 al 2013 ala-estremo del Leicester, in prima divisione inglese, con cui ha vinto 8 titoli di campione nazionale e 2 di campione d'Europa; vanta anche 72 presenze internazionali per l'Irlanda e 2 per i British and Irish Lions. Da dopo il ritiro è allenatore in seconda dello stesso Leicester nonché tecnico delle sue squadre giovanili.

## Biografia
Cresciuto tra rugby e calcio gaelico a Kildare, compì studi superiori a Waterford e, ancora a scuola, fu convocato a rappresentare l'Irlanda a livello Under-18.
A livello di club militava nella squadra di rugby del proprio istituto di Waterford mentre, nella lega del Leinster, giocava per il Naas, club di cui suo fratello era capitano.
Nel 1997 disputò il mondiale Under-21 in Argentina e fu notato dagli inglesi del Leicester che lo ingaggiarono per un periodo di prova di tre settimane; i genitori del capitano del club Martin Johnson si adoperarono per ospitarlo durante tale periodo; successivamente il club decise di mettere sotto contratto Murphy per tre stagioni e a gennaio 1998 esordì da titolare contro Coventry in un incontro di coppa di contea.
Nel 1999 vinse il suo primo degli 8 titoli con il Leicester e, l'anno successivo, esordì in Nazionale irlandese contro gli Stati Uniti a Manchester.
Nel 2002 debuttò nel Sei Nazioni a Dublino contro il Galles; un anno più tardi, durante un incontro di rifinitura, avversaria la Scozia, si ruppe una gamba a seguito di un placcaggio del suo avversario Mike Blair e fu costretto a saltare la Coppa del Mondo di rugby 2003 in Australia.
Tuttavia nel 2005 fu chiamato da Clive Woodward nella selezione dei British and Irish Lions che affrontò il tour in Nuova Zelanda.
Nel corso della spedizione Murphy disputò due test match contro gli All Blacks.
Nel 2007 fu convocato per la sua prima Coppa del Mondo a distanza di 7 anni dal suo esordio internazionale; in tale competizione disputò due incontri.
Nel 2009 divenne capitano del Leicester e nel 2010 prolungò il proprio contratto per ulteriori tre stagioni; nel 2011 fu presente alla Coppa del Mondo di rugby 2011 in Nuova Zelanda, in cui disputò, contro la Russia, il suo ultimo incontro internazionale; pochi mesi più tardi, non essendo stato convocato per il tour irlandese in Oceania, annunciò il ritiro dalla Nazionale irlandese.
Alla fine della stagione 2012-13 Murphy annunciò anche il ritiro definitivo dalle competizioni, per assumere a partire dalla stagione successiva l'incarico di assistente allenatore della squadra con compiti di addestramento dei tre quarti.
Al momento del ritiro si era aggiudicato otto campionati inglesi e due Heineken Cup con il Leicester.

## Palmarès
- Premiership: 8
Leicester: 1998-99, 1999-2000, 2000-01, 2001-02, 2006-07, 2008-09, 2009-10, 2012-13
- Heineken Cup: 2
Leicester: 2000-01, 2001-02
- Coppe Anglo-Gallesi: 1
Leicester: 2006-07